# Winnebago County, Wisconsin
Winnebago County är ett administrativt område i delstaten Wisconsin, USA, med 166 994 invånare. Den administrativa huvudorten (county seat) är Oshkosh.

## Geografi
Enligt United States Census Bureau har countyt en total area på 1 499 km². 1 137 km² av den arean är land och 363 km² är vatten.

### Angränsande countyn
- Waupaca County - nordväst
- Outagamie County - nordost
- Calumet County - öst
- Fond du Lac County - syd
- Green Lake County - sydväst
- Waushara County - väst